# Вршачки триптих (Паја Јовановић)
Вршачки триптех је слика реализма Паје Јовановића. Представља уље на платну, насликано 1895. године. Приказује свакодневне интеракције становника Вршца, мултиетничког и мултирелигијског града у банатском крају Аустроугарске, чији је Јовановић био родом. Слику је наручило градско веће Вршца 1895. за следећу годину у миленијској изложби.
Димензије је 200 × 200 центиметара, а две бочне странице имају димензије 200 × 100 центиметара. Леви панел је пијачна сцена, средњи панел приказује сељаке који беру грожђе из низа винове лозе, а онај са десне пољопривредника који оштре косу у позадини.
Првобитно је требала да буде изложена уз још једну Јовановићеву слику Сеоба Срба, коју је наручила Карловачка патријаршија, али због незадовољства овим последњим и његово инсистирање да се то измени по његовом укусу резултирали су тиме да је само Вршачки триптех послат у Будимпешту, јер Јовановић није био у стању да на време изврши неопходне ревизије. Слика је на изложби наишла на одобравање, а Јовановић је за свој рад награђен златном медаљом, критичари су похвалили његово мајсторство пленера. Сада је на сталној поставци у Градском музеју Вршац.

## Историја
Реалиста Паја Јовановић (1859—1957) је био један од најуспешнијих сликара 19. и 20. века у Србији. Био је родом из града Вршца, тада дела аустроугарске регије Банат, под управом Мађарске, која је имала мешовито становништво Срба, Мађара и Немаца. Већина Срба потицала је од миграната из 14. века који су бежали од османлијског напретка после Косовске битке у јуну 1389. Таква разноликост и мултикултурализам обезбедили су граду репутацију просперитета и културног просветљења. Јовановићеве уметничке способности примећене су у раном детињству, а неговао их је отац, професионални фотограф. О његовом раном развоју говорили су портрети и религиозне слике уметника као што су Павел Ђурковић, Јован Поповић и Арсеније Теодоровић. Јовановићеве ране копије уметничких дела која су му била доступна у Вршцу донели су му тренутно препознатљивост и усмерили га ка уметничкој каријери. У својој младости уметник је посматрао људе из вршачког села и њихове обичаје и састављао скице природних и вештачких грађевина у граду и око њега. Док је био студент, било му је наложено да нацрта низ припремних скица за звоник главне цркве његовог родног града.
Од 1877. до 1882. године, Јовановић је уметничке вештине усавршавао на Факултету ликовних уметности у Бечу, студирајући, између осталих, код Кристијана Грипенкерла и Леополда Милера. У раном делу каријере сликао је углавном оријенталистичка дела која су у то време била веома тражена. Слике су засноване на сопственим искуствима на Балканском полуострву, Средњем истоку и у северној Африци и обезбедиле су му славу међу познаваоцима уметности на западу. Крајем 1880-их, Јовановић се окренуо историјским темама у сликарству, приказујући сцене из историје српског народа, као што се види у Таковском устанку (1888). Ипак, његова репутација оријенталисте значила је да је био најпознатији по овим врстама дела у својој првој деценији као професионални уметник.

## Сликарство

### Пуштање у рад и састав
Почетком 1890-их мађарски званичници најавили су планове за Миленијумску изложбу у Будимпешти која ће се одржати 1896; требало је да обележи 1000. годишњицу Седам везира, да поново потврди мађарски национални и територијални легитимитет и природно и историјско право на подручјима која су населили. Изложба је требала бити одржана у градском парку Будимпеште, подељена на дванаест различитих области, од којих је једна била визуелна уметност. Изграђено је и неколико павиљона који приказују културна и индустријска достигнућа немађара који живе на територијама Аустроугарске под мађарском управом, укључујући један за Србе. Градско веће Вршца је 1895. године ангажовало Јовановића да ослика композицију града која ће бити изложена у Будимпешти. Вршачки триптих је постала једна од две композиције које је Јовановић створио за изложбу, а друга је била Сеоба Срба, коју је исте године наручила Карловачка патријаршија и која приказује Велику сеобу Срби из 1690.
Композиција која представља Вршац на изложби је првобитно требала да прикаже народног хероја Јанка Халабура који се борио против Турака, што је идеја која се Јовановићу свидела. Чланови вршачког већа убрзо су се предомислили, а од Јовановића је затражено да наслика композицију која приказује свакодневни живот становника града. Током стварања триптиха, Јовановић је у више наврата посетио свој родни град ради скицирања његових људи и структура. Триптих се показао као посебно тежак подухват. Чврст дохват Јовановића у западносредњовековном паноу и зидном сликарству показао се од велике важности. Раније је Јовановић био прималац неколико црквених комисија које су захтевале сликање у више пресека, мада не у истој мери као неки његови савременици, попут Уроша Предића. Свака сцена је требала да се неприметно повеже са другима, а Јовановић је био суочен са додатним изазовом да наслика одређени број фигура ангажованих у радњама које захтевају прецизну дефиницију. Уметник се тиме позабавио пажљивим цртањем сваке фигуре, пејзажа и самих плоча како би се обезбедило композиционо јединство. Да би осигурао природну светлост, Јовановић је триптих насликао из студија, на пленеру. Требало му је десетак месеци да заврши.

### Опис
Вршачки триптех је уљана слика са три панела коју је Јовановић створио 1895. Средња плоча има димензије 200 × 200 центиметара, а две бочне странице имају имају димензије 200 × 100 центиметара.
Лева страна приказује сељане и становнике градова, Србе, Мађаре и Немце, састанак на главном тргу у Вршцу ради продаје и куповине предмета, као и једноставност разговора. Сцена је постављена око средине јутра. Јавља се у позадини низа сјајних, бело опраних зграда, а торањ главне градске цркве такође је видљив у позадини. Све фигуре су одевене у ношње које традиционално носе њихови сународници, што олакшава гледаоцу распознавање њихове етничке припадности. „Они са лакоћом комуницирају”, пише историчар уметности Лилијен Филипович Робинсон, „и аура опште добре воље обавија сцену”. Средњи део слике приказује групу сељака на селу како сакупљају грожђе из низа винове лозе. Десни део приказује сељане како беру своју зрелу пшеницу. Виде се две фигуре како се савијају у позадини, са срповима у руци, док трећа оштри своју косу у првом плану. Аутограм уметника се налази у доњем десном углу централног дела слике.

## Анализа
Вршачки триптих делује на нестручног посматрача као савремена жанровска слика великих размера. Повлачећи паралеле са Јовановићевим ранијим оријенталистичким делима, за која каже да пружају одговоре и коментаре, Филипович Робинсон примећује да је триптих далеко од једноставне вињете свакодневног живота. Описујући га као врсту историје, она тврди да је замишљена као више од пуког документарног дела. Јовановићева одлука да користи формат триптиха у супротном била би крајње необична.
Филипович Робинсон примећује паралеле између Вршачки триптих и Сијенских слика из 14. века, Алегорија ефеката добре и лоше владавине Амброђо Лоренцети (1338) и темперског триптиха Рођења Богородице Пјетра Лоренцетија (1342). Међутим, за разлику од својих средњовековних колега, Јовановић је имао пуну слободу уметничког изражавања док је сликао триптих и није био везан диктатом богатих покровитеља. Филипович Робинсон пише да је Јовановић само поновио поруку Амброђа Лоренцтија и применио је у своје време, тврдећи да је Вршац сличан Сијени из 14. века. Такво тумачење сугерише да је Јовановић похвалио Аустроугарску због уношења стабилности у његов родни град и његову околину.
Јовановићево истицање високог црквеног торња на левом панелу, према речима Филиповича Робинсона, сугерише да је уметник приказивао важност вере у обезбеђивању хармоније и просперитета: „Овде описани квалитети подсећају на вредности и врлине проткане традиционалним верским сликама на којима су најсветије личности и призори представљени у комбинацији са или чак у маски обичних људи и њихових искустава”. Иако је ограничен на уметниково родно место, триптих је имао импликације и на шири регион: „Јовановић пружа уверење да мир и хармонија нису само могући, већ постоје у савременом балканском свету, у граду Вршцу. О томе сведочи и одлука уметника да се не фокусира на припаднике било које одређене етничке групе. Уместо тога, Јовановић приказује све становнике града како се без проблема мешају”. Такав приказ имао је за циљ да се супротстави тврдњама о непријатељству међу локалним становништвом, упркос прошлости омаловаженој међуетничким и међурелигијским насиљем. Филипович Робинсон описује слику као оптимистично дело и повлачи паралеле између ње и следећих Јовановићевих историјских композиција, посебно Проглашења Душановог законика (1900), за које се тврди да су имале за циљ да његове сународнике подсете на њихову богату прошлост и осигура им светлу будућност.

## Наслеђе
Иако је намеравао да буде приказан упоредо са Сеобом Срба, на крају је триптих био једина слика коју је Јовановић послао у Будимпешту. Патријарх карловачки Георгије Бранковић је био незадовољан Сеобом Срба при првом гледању и захтевао је од уметника да изврши промене како би слика била у складу са ставом цркве о сеоби. Јовановић је слику правилно однео у свој атеље и почео да је мења по патријарховој жељи. Иако су промене извршене релативно брзо, нису могле бити изведене на време за изложбу. Отуда је само Вршачки триптих послат за приказ. Изложен је у уметничком павиљону и добио је похвале критичара. Уметнички одбор оценио је да је то најбоље дело изложбе и Јовановић је за свој труд награђен златном медаљом. Судије су посебно забележиле Јовановићево мајсторство пленарства. „Међу својим пријатељима”, написао је један рецензент, „Јовановић је прави мајстор прецизног сликарства. Овог пута је користио пленер и показао толико умећа да су његове слике с правом могле да буду пример млађим генерацијама”.
Путопис објављен у Југославији двадесетих година 20. века описао је триптих као „солидарност неколико нација”, пример разноликости и космополитизма Баната. „Велики уметници никада нису ускогруди или шовинисти”, наводе, „а Јовановићеве слике су леп пример за то”. Триптих опстаје на популарности јер показује прошлост Војводине разноликости и космополитизма, који су значајно опали током и после Другог светског рата. Град још увек има знатно становништво Румуна и Мађара, према попису становништва из 2011. године. Триптих је поклонио 1896. године Градском музеју Вршац, где је и даље изложен. Каталогизован је под инвентарским бројем 168.